# Буруйский украшенный лори
Буруйский украшенный лори (лат. Charmosynopsis toxopei) — птица отряда попугаеобразных.

## Внешний вид
Длина тела 16 см. Окраска оперения зелёная. На голове синее пятно, низ крыла с жёлтой полосой, основание хвоста красное. Известен по семи экземплярам, отловленным в 1930 году.

## Распространение
Обитает на острове Буру (Индонезия). Точный ареал не известен.

## Образ жизни
Населяют холмистые леса до высоты 850—1000 м над уровнем моря.